# Arsen Kasabijew
Arsen Kasabijew (em georgiano:  არსენ კასაბიევი — Kassabiev; 15 de novembro de 1987) é um halterofilista, que inicialmente competiu por sua terra natal, a Geórgia, e em 2009 emigrou para a Polônia. 
Kasabijew competiu nos Jogos Olímpicos de 2004 e ficou em 14º lugar, na categoria até 94 kg com 362,5 kg, sendo 155 kg e 207,5 kg no arremesso, marca esta que é o recorde mundial currente para juvenis (até 17 anos), reconhecido pela Federação Internacional de Halterofilismo.
Nos Jogos Olímpicos de 2008, Kasabijew ficou em quarto (399 kg), na categoria até 94 kg. No entanto, com a desclassificação do cazaque Ilia Ilin (primeiro colocado) e do russo Khadjimurad Akkaiev (terceiro) por doping em novembro de 2016, herdou a medalha de prata nesse evento.
No Campeonato Europeu de 2010, já competindo sob a bandeira da Polônia, ganhou ouro no total combiando (392 kg) e ficou em quinto no mundial daquele ano (390 kg), na categoria até 94 kg.

## Quadro de resultados
Principais resultados de Arsen Kasabijew:
| Ano  | Competição                                            | Local        | Classe de peso | Arranque | Arremesso | Total    | Pos.      | Repres. |
| ---- | ----------------------------------------------------- | ------------ | -------------- | -------- | --------- | -------- | --------- | ------- |
| 2003 | Campeonato Europeu Juvenil                            | Dortmund     | –85 kg         | 142,5 kg | 180 kg    | 322,5 kg | 3.        | Geórgia |
| 2004 | Jogos Olímpicos                                       | Atenas       | –94 kg         | 155 kg   | 207,5 kg  | 362,5 kg | 14.       | Geórgia |
| 2005 | Campeonato Mundial Júnior                             | Busan        | –94 kg         | 167 kg   | 208 kg    | 375 kg   | 1.        | Geórgia |
| 2005 | Campeonato Europeu Júnior                             | Busan        | –94 kg         | 165 kg   | 210 kg    | 375 kg   | 1.        | Geórgia |
| 2005 | Campeonato Mundial                                    | Doha         | –94 kg         | 168 kg   | 210 kg    | 378 kg   | 10.       | Geórgia |
| 2006 | Campeonato Europeu                                    | Wladyslawowo | –94 kg         |          | 220 kg    |          | Sem marca | Geórgia |
| 2007 | Campeonato Mundial                                    | Chiang Mai   | –94 kg         | 165 kg   | 208 kg    | 373 kg   | 11.       | Geórgia |
| 2008 | Jogos Olímpicos                                       | Pequim       | –94 kg         | 176 kg   | 223 kg    | 399 kg   | 2.        | Geórgia |
| 2010 | Campeonato Europeu                                    | Minsk        | –94 kg         | 176 kg   | 216 kg    | 392 kg   | 1.        | Polônia |
| 2010 | Campeonato Mundial                                    | Antália      | –94 kg         | 175 kg   | 215 kg    | 390 kg   | 5.        | Polônia |
| 2011 | Campeonato Mundial                                    | Paris        | –94 kg         | 170 kg   | 210 kg    | 380 kg   | 12.       | Polônia |
| 2012 | Jogos Olímpicos                                       | Londres      | –94 kg         | 170 kg   |           |          | Sem marca | Polônia |
| 2013 | Campeonato Mundial                                    | Breslávia    | –94 kg         | 170 kg   |           |          | Sem marca | Polônia |
| 2015 | Campeonato Europeu                                    | Tbilisi      | +105 kg        | 174 kg   | 223 kg    | 397 kg   | 7.        | Polônia |
| 2015 | Campeonato Mundial                                    | Houston      | +105 kg        | 170 kg   | 221 kg    | 391 kg   | 19.       | Polônia |
| 2015 | IWF Grand Prix 5th Russian Federation President's Cup | Grózni       | –105 kg        | 170 kg   | 220 kg    | 390 kg   | 5.        | Polônia |
| 2021 | Campeonato Europeu                                    | Moscou       | –109 kg        | 170 kg   | 220 kg    | 390 kg   | 7.        | Polônia |